# Дезинформација
Дезинформација је лажна или обмањујућа информација која се намерно шири ради преваре. Њен циљ је манипулација јавног мњења или одређених група особа.
Дезинформација може бити непосредна (лаж, превара) или посредна (прикривање проверених чињеница, ометање или заташкавање истине и имплицирање погрешних закључака).